# Stephen Nedoroscik
Stephen John Nedoroscik (/ˌnɛdəˈrɒzɪk/; Worcester, 28 ottobre 1998) è un ginnasta statunitense. Specialista del cavallo con maniglie, ha ottenuto due medaglie di bronzo alle Olimpiadi di Parigi 2024, nella gara a squadre e individualmente nel cavallo. Nella sua specialità è stato inoltre campione del mondo nel 2021 (primo e unico americano a riuscirci), due volte campione della Coppa del Mondo FIG, quattro volte campione nazionale degli Stati Uniti e due volte campione nazionale National Collegiate Athletic Association.

## Biografia
Stephen John Nedoroscik nacque nel Massachusetts da Cheryl e John Nedoroscik. Il suo cognome ha origini slovacche, poiché i suoi bisnonni emigrarono negli Stati Uniti dalle odierne città di Haligovce e Veľká Lesná. Ha due sorelle e porta il nome del nonno paterno, un veterano della Marina degli Stati Uniti, che ha prestato servizio nella seconda guerra mondiale e nella guerra di Corea.
Nedoroscik non ha percezione della profondità ed è altamente sensibile alla luce, a causa di coloboma e strabismo, di cui soffre fin dalla nascita: le sue condizioni oculari lo costringono ad indossare costantemente speciali occhiali e gli è stato impedito di ottenere la patente di guida. 
A tal proposito sul suo problema visivo e la pratica della ginnastica artistica, Stephen ha affermato:
Nonostante ciò ha potuto studiare ingegneria elettromeccanica alla Worcester Technical High School, facendo parte del suo programma di tecnologia e automazione robotica. Ha poi frequentato la Pennsylvania State University, laureandosi in ingegneria elettrotecnica nel 2020.
Nedoroscik ha attirato una notevole attenzione mediatica per le sue prestazioni alle Olimpiadi estive del 2024 ed è stato soprannominato dalla stampa e dagli utenti di internet The Specialist e Pommel Horse Guy. Il fatto che si tolga gli occhiali prima di esibirsi sul cavallo è stato ampiamente paragonato alla trasformazione di Clark Kent in Superman.

## Carriera
Ha iniziato a praticare ginnastica artistica nel 2003 e ha gareggiato a livello juniores con tutti gli attrezzi: frequentando il liceo, notò progressi solamente nel cavallo con maniglie, decidendo così di specializzarsi in quella disciplina: dopo questa decisione, vinse i giochi olimpici nazionali juniores 2015 e 2016. Dopo essere entrato nei Penn State Nittany Lions, squadra di ginnastica della Penn State University nel 2017, divenne campione nazionale NCAA durante la sua prima stagione da matricola. Grazie a queste prestazioni, si è guadagnato la qualificazione ai Campionati nazionali statunitensi (o P&G Championships) 2017, dove si è classificato settimo sempre nel cavallo con maniglie.
L'anno successivo vinse anche titolo Big Ten, oltre che difendere il suo primo posto nel cavallo ai campionati della National Collegiate Athletic Association, aiutando Penn State a conquistare il sesto posto nella classifica a squadre. Sebbene già pre-qualificato per i P&G Championships, Nedoroscik gareggiò comunque al National Qualifier, piazzandosi al quarto posto generale, piazzandosi poi nono nel cavallo con maniglie ai nazionali dopo una prestazione non convincente nel secondo giorno di competizione.
Nonostante ciò, l'anno successivo si guadagnò la chiamata nella squadra nazionale statunitense per partecipare alla tappa della Coppa del Mondo di ginnastica artistica a Doha, anche grazie alla vittoria di categoria alla Winter Cup Challenge 2019 (suo primo titolo a livello élite), Dopo essersi classificato sesto in Qatar, non riuscì a mantenere il titolo a livello NCAA, arrivando secondo. Ma questa performance gli permise di qualificarsi alla XXX Universiade, tenutasi a Napoli, dove, arrivando tredicesimo alle qualificazioni, non riuscì ad accedere alla finale del cavallo, vinta dal taiwanese Lee Chih-kai. Ai nazionali statunitensi 2019, arrivò secondo dietro a Sam Mikulak, concludendo la stagione con un ottavo posto alle giornate di Coppa del Mondo tenutesi a Cottbus.

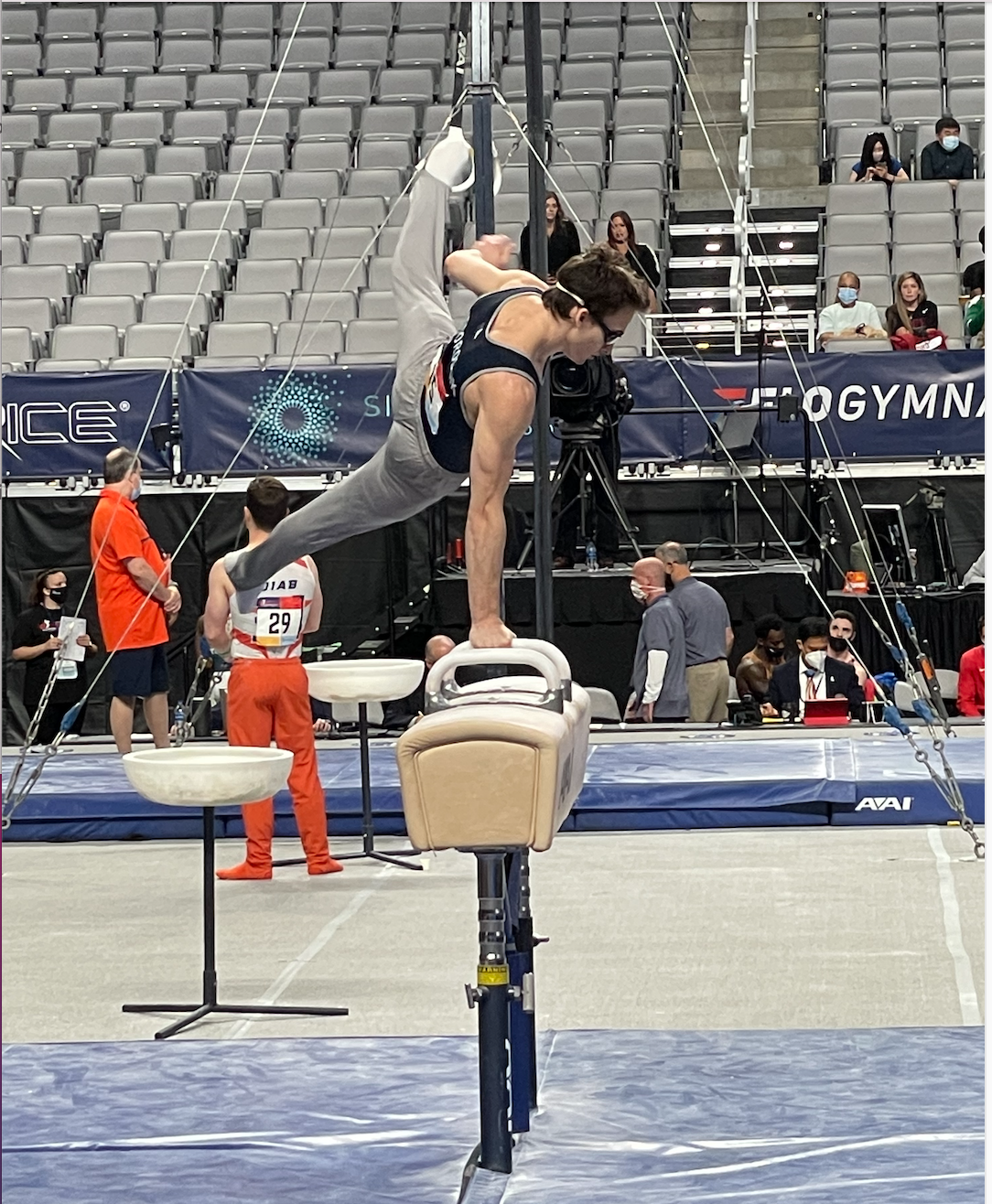
Nedoroscik ai P&G Championships 2021

All'inizio del 2020, dopo aver vinto le gare nel cavallo alla tappa di Melbourne della Coppa del Mondo, ottenendo così l'oro e, quindi, la sua prima medaglia internazionale, si recò in Azerbaigian per partecipare alle gare della competizione tenutesi a Baku. Tuttavia, è stato costretto a tornare immediatamente in patria quando il Dipartimento di Stato americano ha aumentato il livello di allerta per i viaggi nel paese caucasico a causa dei timori per la dilagante epidemia di COVID-19. Intanto, a causa della pandemia di COVID-19 in corso all'epoca, i campionati NCAA sono stati annullati. Durante la pausa forzata, a Nedoroscik è stato conferito il Nissen-Emery Award, il più alto riconoscimento nella ginnastica maschile collegiale statunitense.
Tornato alle competizioni alla Winter Cup del 2021, dove si è classificato secondo, ai Campionati nazionali statunitensi del 2021 ha conquistato per la prima volta il gradino più alto del podio nel cavallo con maniglie, vincendo di fatto il suo primo titolo nazionale di livello élite. Di conseguenza, si è qualificato per competere alle selezioni olimpiche del 2020, dove però commise un errore cadendo dal cavallo il primo giorno dei trials, compromettendo inevitabilmente il suo punteggio finale nonostante le sue successive buone prestazioni, relegandolo al terzo posto nel cavallo con maniglie, facendo sì che il Comitato Olimpico degli Stati Uniti selezionasse Alec Yoder (primo classificato) come atleta individuale da inviare alle Olimpiadi di Tokyo.
Fu più fortunato nel settembre dello stesso anno, dove prese parte alle selezioni nazionali per i Campionati mondiali di ginnastica artistica 2021 venendo nominato come uno dei sei membri della delegazione statunitense dopo aver ottenuto i due ottimi punteggi di 14.8 e 15.5 durante i due giorni di competizioni. Qui, Nedoroscik si è qualificato alla finale del cavallo con maniglie al secondo posto, dietro al cinese Weng Hao, vincendo poi la finale contro i favoriti Weng e il medaglia di bronzo olimpica 2020 Kazuma Kaya, diventando campione mondiale: si trattava del primo titolo mondiale degli Stati Uniti nel cavallo con maniglie e della prima medaglia d'oro vinta da un ginnasta artistico statunitense dal 2011. Inoltre, è stata l'unica medaglia d'oro vinta da un ginnasta statunitense, uomo o donna, ai Campionati del mondo del 2021. Solo una volta terminata la kermesse, si accorse di aver partecipato e aver vinto con un osso della mano sinistra rotto, che lo costrinse a rimanere fermo con un tutore per dieci settimane, prima di poter tornare ad allenarsi nel maggio del 2022.
Nel luglio del 2022, Nedoroscik ritornò alle gare competendo agli U.S. Classic dove, pur cadendo dall'attrezzo, finì per ottenere il miglior punteggio.  Ai P&G Championships dello stesso anno difese il suo titolo nazionale nel cavallo permettendogli di essere convocato ad ottobre nel la squadra statunitense partecipante ai Campionati mondiali di ginnastica artistica 2022, insieme a Brody Malone, Asher Hong, Colt Walker e Donnell Whittenburg. Qui si piazzò sia al cavallo che nella competizione a squadre al quinto posto.
Dopo un ulteriore primo posto agli U.S. Classics 2023 e ai Campionati nazionali, le sue performance gli permettono di entrare in pianta stabile nel giro della nazionale, venendo chiamato a partecipare ai XIX Giochi panamericani, dove gli Stati Uniti vinsero l'oro nella competizione a squadre, mentre nella finale individuale del cavallo con maniglie si classificò quinto.

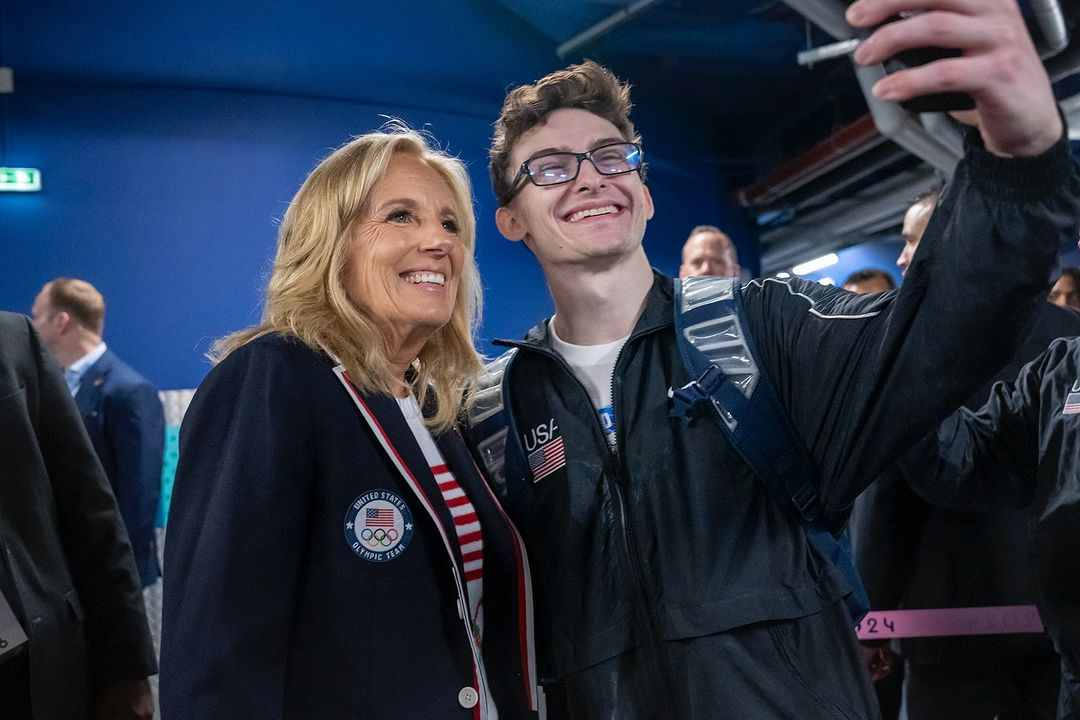
Nedoroscik insieme alla First lady degli Stati Uniti d'America Jill Biden nel 2024

A marzo 2024, Nedoroscik ha gareggiato alla Coppa del mondo nella tappa di Baku, dove ha vinto l'oro nel cavallo con maniglie ex aequo con Lee Chih-kai.
Durante i Campionati statunitensi dello stesso anno, Nedoroscik ha vinto il suo quarto titolo nazionale consecutivo nel cavallo con maniglie, portando alla sua selezione per la squadra nazionale degli Stati Uniti del 2024 e alla sua qualificazione per competere alle selezioni olimpiche statunitensi, dove il suo punteggio combinato lo ha piazzato al primo posto nella sua specialità, potendo così rappresentare il suo paese ai Giochi olimpici 2024 insieme a Brody Malone, Fred Richard, Asher Hong e Paul Juda.
Nedoroscik si è classificato al secondo posto durante le qualificazioni olimpiche per la finale del cavallo con maniglie, dietro solamente all'irlandese Rhys McClenaghan: entrambi hanno ottenuto un punteggio di 15.200; tuttavia, McClenaghan è arrivato in finale come il ginnasta più quotato in base al suo punteggio di difficoltà dell'esercizio più alto.
Grazie al quinto posto nelle qualificazioni del concorso a squadre, gli Stati Uniti parteciparono alla finale a squadre, iniziando dagli anelli e terminando con il cavallo; Nedoroscik ha quindi dovuto aspettare circa due ore e mezza prima di competere con la sua routine unica, eseguendo una serie meno difficile rispetto alle qualificazioni, ma che ha comunque ottenuto un punteggio di 14.866, aiutando il Team USA a vincere la medaglia di bronzo, la sua prima medaglia dai giochi di Pechino 2008. Nella finale individuale del cavallo con maniglie, ha ottenuto un punteggio di 15.300, aggiudicandosi la medaglia di bronzo, la prima medaglia individuale per la squadra maschile dalle Olimpiadi 2016.

## Vita privata
Dal 2016, ha una relazione con Tess McCracken, una collega ginnasta universitaria alla Penn State. La coppia vive a Sarasota, in Florida, con il loro gatto Kyushu, che prende il nome da Kitakyūshū, città nipponica ospitante i Campionati mondiali di ginnastica artistica 2021, in cui Nedoroscik ha vinto la medaglia d'oro nel cavallo.
Al di fuori della ginnastica, Nedoroscik ama giocare a scacchi, ai videogiochi (in particolare Rocket League, del quale è tra i migliori giocatori al mondo), risolvere sudoku e il cubo di Rubik; per quest'ultimo, detiene un record personale di 8,664 secondi.

## Palmarès

### Competizioni internazionali
| Anno | Manifestazione      | Sede              | Evento               | Risultato | Prestazione |
| ---- | ------------------- | ----------------- | -------------------- | --------- | ----------- |
| 2020 | Coppa del mondo     | Melbourne         | Cavallo con maniglie | Oro       | 15.400      |
| 2021 | Mondiali            | Kitakyushu        | Cavallo con maniglie | Oro       | 15.266      |
| 2023 | Giochi panamericani | Santiago del Cile | Concorso a squadre   | Oro       | 13.633      |
| 2024 | Coppa del mondo     | Baku              | Cavallo con maniglie | Oro       | 15.400      |
| 2024 | Olimpiadi           | Parigi            | Concorso a squadre   | Bronzo    | 14.866      |
| 2024 | Olimpiadi           | Parigi            | Cavallo con maniglie | Bronzo    | 15.300      |

### Titoli nazionali
- 4 volte campione nazionale statunitense nel cavallo con maniglie (2021, 2022, 2023, 2024)[2]

2021
- Oro ai campionati statunitensi (Fort Worth), 400 metri - 15.400 e 14.600

2022
- Oro ai campionati statunitensi (Tampa), 800 metri - 15.393 e 15.693

2023
- Oro ai campionati statunitensi (San Jose), 800 metri - 15.844 e 15.457

2024
- Oro ai campionati statunitensi (Fort Worth), 400 metri - 15.400 e 14.600